# Sachalin
Sachalin (in russo Сахалин?) è un'isola della Russia nell'Oceano Pacifico settentrionale, amministrativamente appartenente al circondario federale dell'Estremo Oriente.
Insieme con le isole Curili forma l'oblast' di Sachalin, la cui capitale è Južno-Sachalinsk. L'isola ha una lunghezza da nord a sud di 948 chilometri, con una larghezza media di ottanta, per una superficie di 76400 km², cifra che la rende la 23ª isola più estesa del mondo, oltre che la più estesa della Russia e del Pacifico nord-occidentale.

## Origini del nome
Il nome dell'isola deriva da un'interpretazione errata dell'espressione manciù sahaliyan ula angga hada (cioè "picco alla foce del fiume Amur"). In lingua manciù sahaliyan significa "nero", in riferimento al fiume Amur (sahaliyan ula). Secondo Anton Čechov, in una carta geografica disegnata nel 1710 su ordine dell'imperatore giapponese, lungo la costa occidentale dell'isola si leggerebbe l'indicazione in lingua mongola "Saghalien-angahata" ("rupi del fiume nero"), che si riferiva soltanto ad una particolare scogliera: l'errore consisté nel fatto che si intese questo nome come il nome dell'intera isola.
Il nome in lingua ainu dell'isola è Karafuto (樺太) o Krafuto, che significa "isola manciù"; venne ripristinato al tempo del dominio dell'Impero giapponese sulla parte meridionale di Sachalin tra il 1905 e il 1945.

## Geografia
L'isola di Sachalin si trova a breve distanza dalla massa continentale asiatica, dalla quale è separata dal Liman dell'Amur e dallo Stretto dei Tartari che, nella sua parte settentrionale, si restringe fino a circa 7 chilometri. A sud lo stretto di La Pérouse la separa dall'isola giapponese Hokkaidō. Il punto più settentrionale dell'isola è capo Elizaveta sulla penisola di Schmidt, e capo Crillon è il punto più meridionale. Capo Terpenija, all'estremità della penisola omonima, è il punto più a est, mentre capo Aniva si trova all'estremità della penisola Tonino-Anivskij nella parte sud-orientale. Le maggiori insenature sono il golfo Terpenija a sud-est e il golfo di Aniva a sud.

### Territorio
Il territorio dell'isola è prevalentemente montuoso, con l'eccezione della zona settentrionale dove si apre il bassopiano settentrionale, unica zona pianeggiante di una certa estensione. La parte centrale e meridionale sono prevalentemente occupate da catene montuose allungate in senso N-S, le maggiori delle quali sono la Catena Occidentale, la Catena Orientale e i Monti del Susunaj.
Nella Catena Orientale si trova il monte Lopatin (m 1609), massima elevazione dell'isola.
A causa della vicinanza degli spartiacque alla costa, non ci sono fiumi importanti sull'isola; i più lunghi sono il Poronaj e il Tym'.

#### Isole adiacenti
- Tjulenij (Тюлений), una piccola isola che si trova a est, 19 km a sud di capo Terpenija, posto all'estremità della penisola omonima (Полуостров Терпения, Poluostrov Terpenija).[10]
- Moneron (Монерон), isola nello stretto dei Tartari, 43 km al largo della costa sud-ovest.[10]
- Scoglio Opasnosti (Камень Опасности, Kamen' Opasnosti), 14 km a sud-est di capo Crillon.
- Tri Brata (Три Брата), gruppo di 3 faraglioni nello stretto dei Tartari, a capo Žonkier, vicino ad Aleksandrovsk-Sachalinskij.

### Clima
L'isola di Sachalin vede temperature piuttosto basse in rapporto alla latitudine (anomalia termica negativa), analogamente a tutto il resto della facciata pacifica settentrionale asiatica. Questa rigidità climatica è data dalla concomitante presenza di correnti marine fredde in discesa dalle acque subartiche (che fanno sì che le coste orientali siano più fredde di quelle occidentali) e dallo sviluppo, nella stagione invernale, del robustissimo anticiclone termico russo-siberiano, che induce un flusso prevalente di correnti atmosferiche nordoccidentali che veicolano le masse di aria gelida della Siberia orientale.
Come risultato, si hanno inverni molto rigidi, con medie termiche variabili, nel mese di gennaio (generalmente il più freddo) fra i −18 °C e i −25 °C nel nord e fra i −6 °C e i −12 °C nel sud; le temperature salgono molto lentamente, a causa della marittimità dell'ambiente, tanto che la primavera è molto tardiva e il mese più caldo dell'anno è generalmente agosto, quando le temperature medie si attestano fra gli 11 °C e i 16 °C al nord e fra i 16 °C e i 20 °C al sud. Le precipitazioni atmosferiche, al contrario di quanto avviene nelle zone più continentali, non mancano, e diventano localmente abbondanti; le precipitazioni cadono sotto forma nevosa per parecchi mesi all'anno e si possono osservare grandi accumuli.

### Flora e fauna
Tutta l'isola è ricoperta da fitte foreste, per lo più di conifere. L'abete rosso di Yezo (Picea jezoensis), l'abete di Sachalin (Abies sachalinensis) e il larice della Dauria (Larix gmelinii) sono le essenze principali; nelle zone più elevate si trovano il pino mugo siberiano (Pinus pumila) e il bambù delle Curili (Sasa kurilensis). Alle conifere si mescolano betulle, sia siberiane (Betula platyphylla) che di Erman (B. ermanii), pioppi, olmi, padi (Prunus padus), tassi del Giappone (Taxus cuspidata) e diversi salici, mentre più a sud fanno la loro comparsa l'acero, il sorbo selvatico e la quercia, come anche il Panax ricinifolium giapponese, il sughero dell'Amur (Phellodendron amurense), la fusaggine (Euonymus macropterus) e la vite (Vitis thunbergii). Il sottobosco è ricco di piante a bacca (ad esempio camemoro, ossicocco, empetro, mirtillo rosso), sambuco rosso (Sambucus racemosa), lampone selvatico e spirea.
L'orso bruno, la lontra eurasiatica, la volpe rossa e lo zibellino sono abbastanza numerosi (così come le renne nel nord dell'isola); avvistato raramente, ma ancora presente, è l'elusivo mosco di Sachalin, una sottospecie del mosco siberiano. Tra i piccoli mammiferi figurano lepri, scoiattoli e vari roditori (compresi ratti e topi), presenti quasi ovunque. L'avifauna è costituita principalmente da forme tipiche della Siberia orientale, ma vi sono anche alcune specie nidificanti endemiche o semi-endemiche, in particolare la pantana macchiata (Tringa guttifer), in pericolo di estinzione, e il luì di Sachalin (Phylloscopus borealoides). I fiumi pullulano di pesci, soprattutto salmoni (Oncorhynchus). Numerosi cetacei visitano le acque costiere, compresa la balena grigia coreana, gravemente minacciata, per la quale le acque al largo di Sachalin costituiscono l'unica area di alimentazione conosciuta, e sono pertanto una regione di vitale importanza per la sopravvivenza della popolazione. Altri cetacei di cui è stata riscontrata la presenza nell'area sono la balena franca nordpacifica, la balena della Groenlandia e il beluga; le ultime due generalmente preferiscono le acque più fredde e coperte dai ghiacci del nord. Tutte quante sono potenziali prede per l'orca, una specie altamente sociale. Il leone marino giapponese e la lontra marina, un tempo molto comuni, occupavano un areale che si estendeva dalla costa del Giappone fino a Sachalin, alla Corea, alla Kamčatka e al Mar Giallo; tuttavia, la caccia eccessiva tra la fine del XIX e l'inizio del XX secolo li ha portati alla scomparsa. Attualmente, nelle acque di Sachalin, è possibile avvistare di tanto in tanto foche dagli anelli e il gigantesco leone marino di Steller.

## Storia
Le popolazioni indigene hanno abitato l'isola per diversi secoli vivendo di pesca e allevamento e passando sotto il controllo di Cina e Giappone. Un impulso netto alla colonizzazione dell'isola fu dato dall'impero russo che ne annesse il territorio trasformandola in una propria provincia. Gli scontri con il Giappone per il controllo della regione si susseguirono nel corso dei decenni. In un primo periodo la Russia trasformò l'isola in un luogo di deportazione e prigioni, bloccandone di fatto lo sviluppo. Questa tendenza si è chiusa all'inizio del XX secolo e, con la dichiarazione di terra libera per il popolamento volontario e con l'esenzione dal servizio di leva dei coloni, i tempi dello sviluppo furono molto rapidi.
Tra il 1904 e il 1905, dopo la guerra tra Giappone e Russia e con la sconfitta di quest'ultima, la parte meridionale dell'isola passò sotto il dominio del Sol Levante. Questa situazione rimase immutata fino agli ultimi giorni della seconda guerra mondiale, quando nell'agosto 1945 l'URSS attaccò la Manciuria e la parte sud di Sachalin, occupandole in pochi giorni; così, quando il 2 settembre 1945 la firma della capitolazione disgregò l'impero giapponese, la parte meridionale di Sachalin era già tornata alla Russia.
A partire dagli anni sessanta la scoperta della presenza sul territorio di enormi giacimenti di idrocarburi ha trasformato l'economia e la distribuzione della popolazione locale. Un terremoto dagli esiti catastrofici investì la regione nel 1995 e con i suoi oltre 7 gradi di intensità provocò oltre 2000 morti. Alla fine del mese di febbraio del 2006 un fatto strano attirò di nuovo l'attenzione; un manto di neve gialla e dal forte odore di petrolio coprì la città di Sabo, abitata ormai solo dagli addetti all'industria petrolifera.

## Demografia
All'inizio del XX secolo circa 32.000 russi (di cui ben 22.150 erano deportati) abitavano l'isola insieme a diverse migliaia di nativi. Attualmente, Sachalin conta 673.000 abitanti, dei quali l'83% è rappresentato da russi. Tra i nativi, si contano 2000 nivchi, 1300 ainu, 750 orocioni e 300 jakuti. I nivchi abitano la parte settentrionale dell'isola e vivono di caccia e pesca. Gli ainu, invece, popolano le coste meridionali.
I 400.000 giapponesi che abitavano la parte meridionale dell'isola furono costretti a rifugiarsi in Giappone dopo la seconda guerra mondiale.
Nella capitale Južno-Sachalinsk, che conta quasi 200.000 abitanti, vive una cospicua minoranza di coreani, i cosiddetti coreani di Sachalin portati qui durante la seconda guerra mondiale per lavorare nelle miniere di carbone.

## Economia

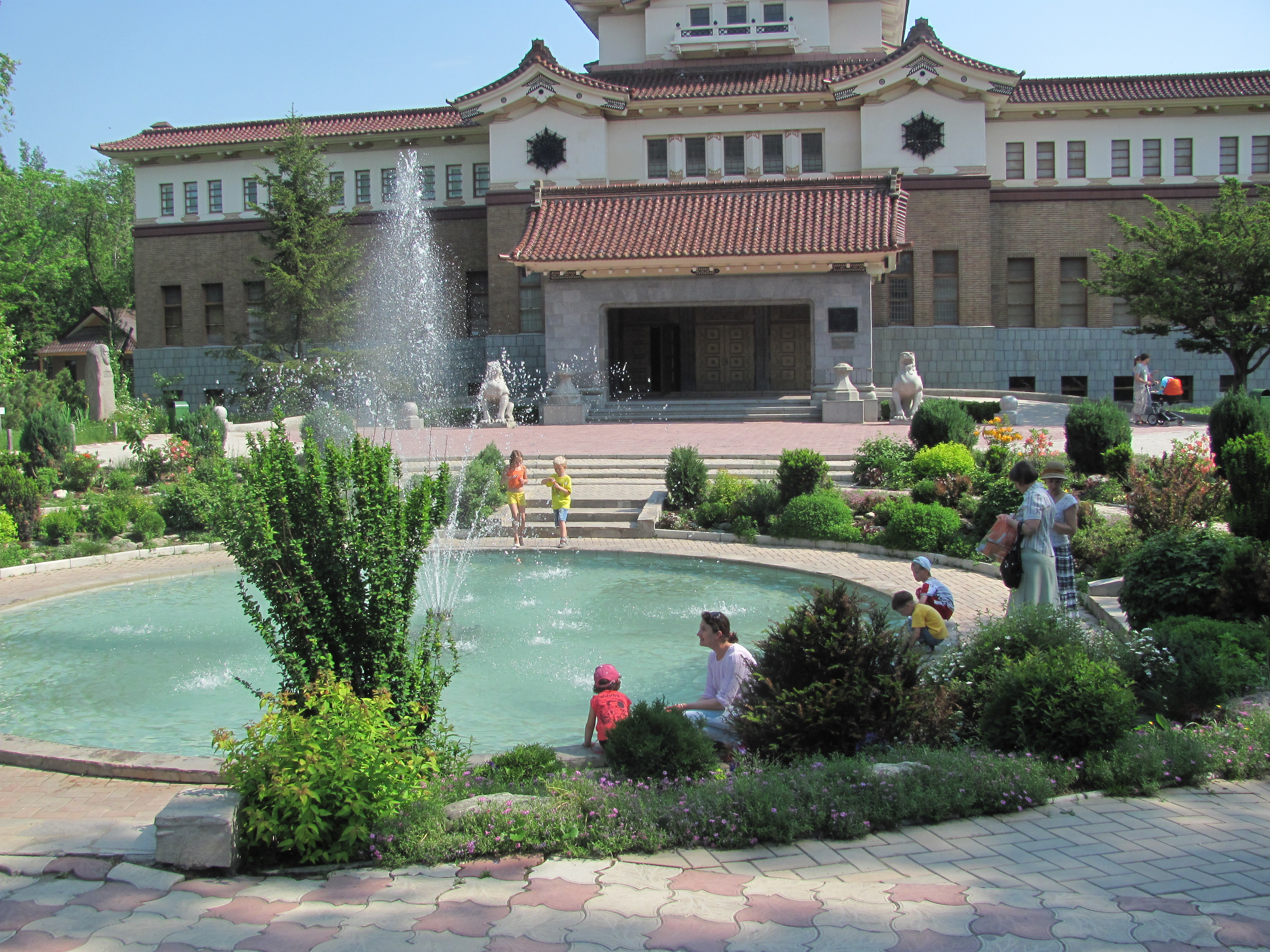
Il museo di storia a Južno-Sachalinsk costruito durante l'Impero giapponese

Le risorse minerarie maggiormente presenti e sfruttate sull'isola sono l'oro, l'argento, il titanio e soprattutto il ferro; anche importanti giacimenti di carbone hanno contribuito a formare la fiorente attività estrattiva. Le foreste coprono quasi tutta la superficie della regione facendo delle riserve di legname una ricchezza per l'economia locale. I mari che circondano Sachalin sono molto ricchi di fauna e la pesca è così una realtà occupazionale importante come l'allevamento ed in particolare quello delle renne. Infine la regione vanta acque geotermali potenzialmente utilizzabili a scopi energetici. I risultati delle ricerche effettuate sul territorio hanno permesso, a partire dagli anni sessanta, lo sfruttamento dei giacimenti interni di idrocarburi che però cominciarono ad esaurirsi dopo una ventina d'anni. Ma successivi studi di fronte alle coste di Sachalin hanno evidenziato la presenza di alcuni tra i più grandi giacimenti di petrolio e gas naturale ancora da sfruttare di tutto il mondo.
Sono così nati una serie di progetti per l'estrazione denominati Sachalin 1, Sachalin 2 e così via fino al numero 6. La presenza delle multinazionali dell'oro nero e il loro impegno per lo sfruttamento di queste risorse hanno accelerato il processo di modernizzazione della regione soprattutto nel campo delle infrastrutture perché le grandi quantità dei materiali estratti dovevano essere trasportati in tempi ragionevolmente brevi. Ma le popolazioni locali legate soprattutto alla pesca e all'allevamento si trovano di fronte al problema grosso della contaminazione dell'ambiente stesso dal quale le loro attività dipendono.
I trasferimenti interni sono garantiti dalla presenza di strade asfaltate per quasi 3000 km e da una lunga ferrovia di oltre 800 km collegata a quella sulla terraferma da un servizio di traghetti. Esistono porti commerciali e turistici che offrono tra l'altro la possibilità di raggiungere anche il vicino Giappone. Ci sono diversi aeroporti che effettuano voli interni ed uno internazionale che unisce l'isola russa con le principali città della federazione ed anche con Giappone, Corea e Filippine.

## Galleria d'immagini

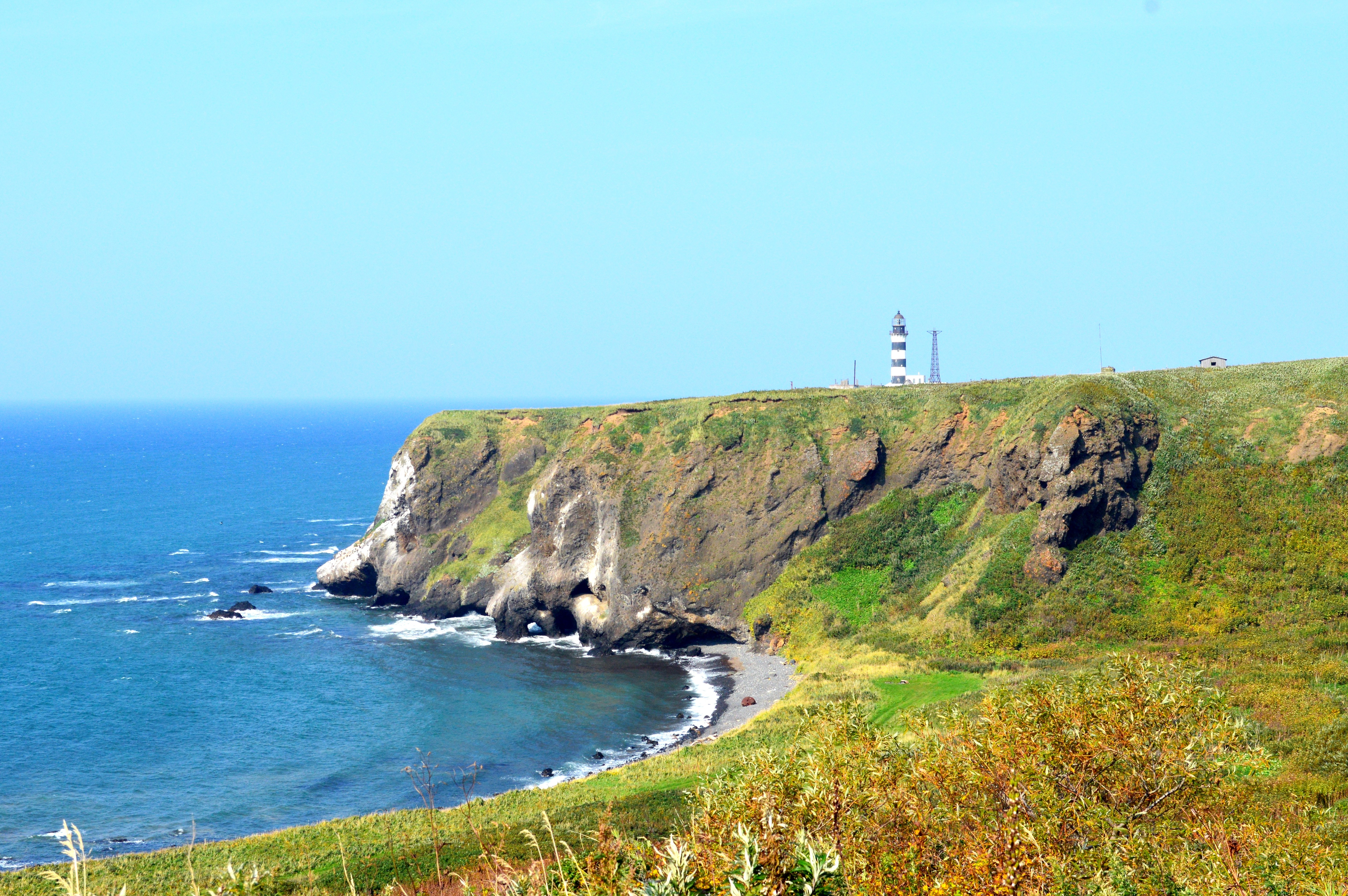
Capo Lamanon, a sud di Uglegorsk (Oblast' di Sachalin)
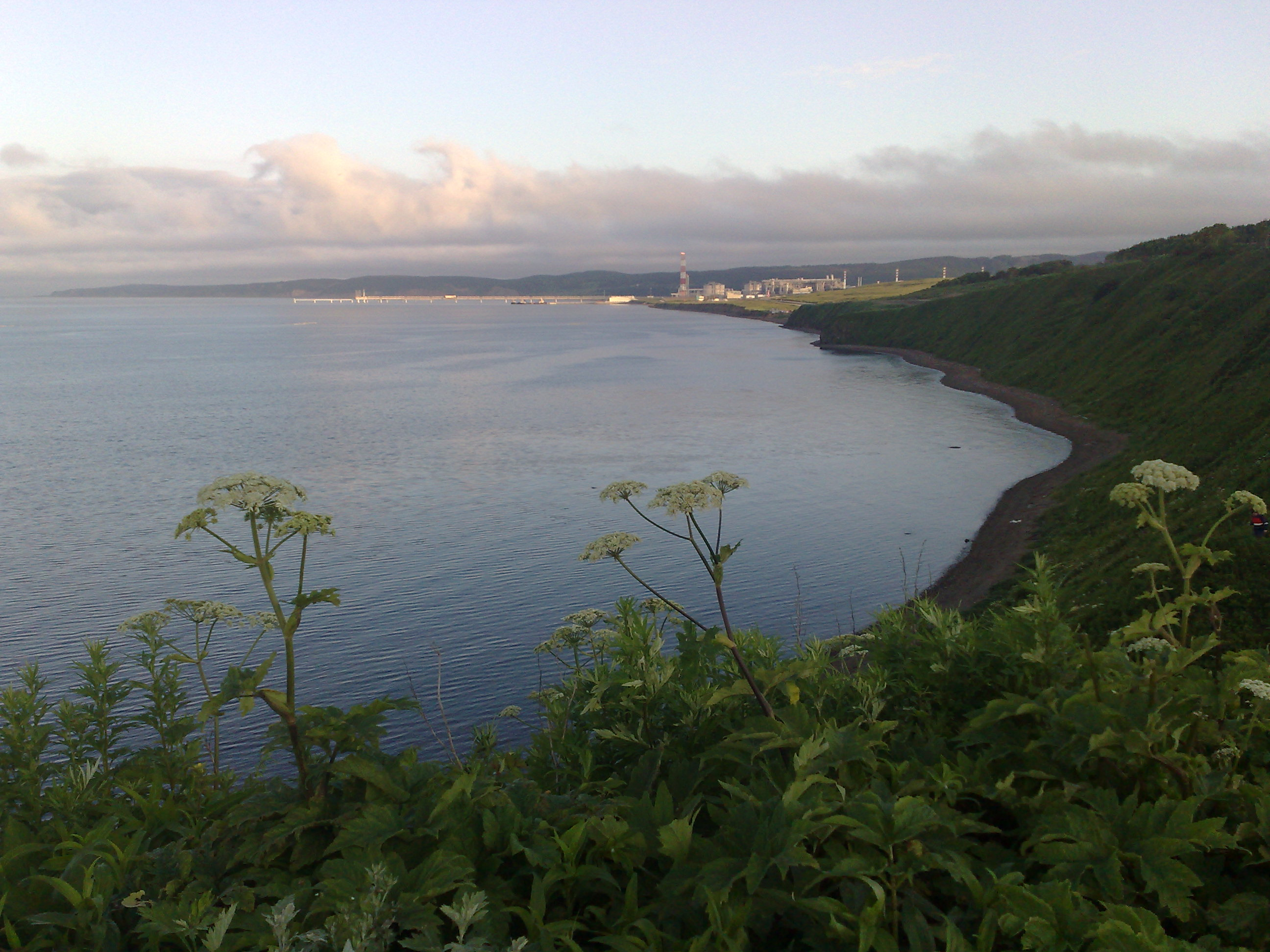
Panorama nel Korsakovskij rajon (Oblast' di Sachalin)
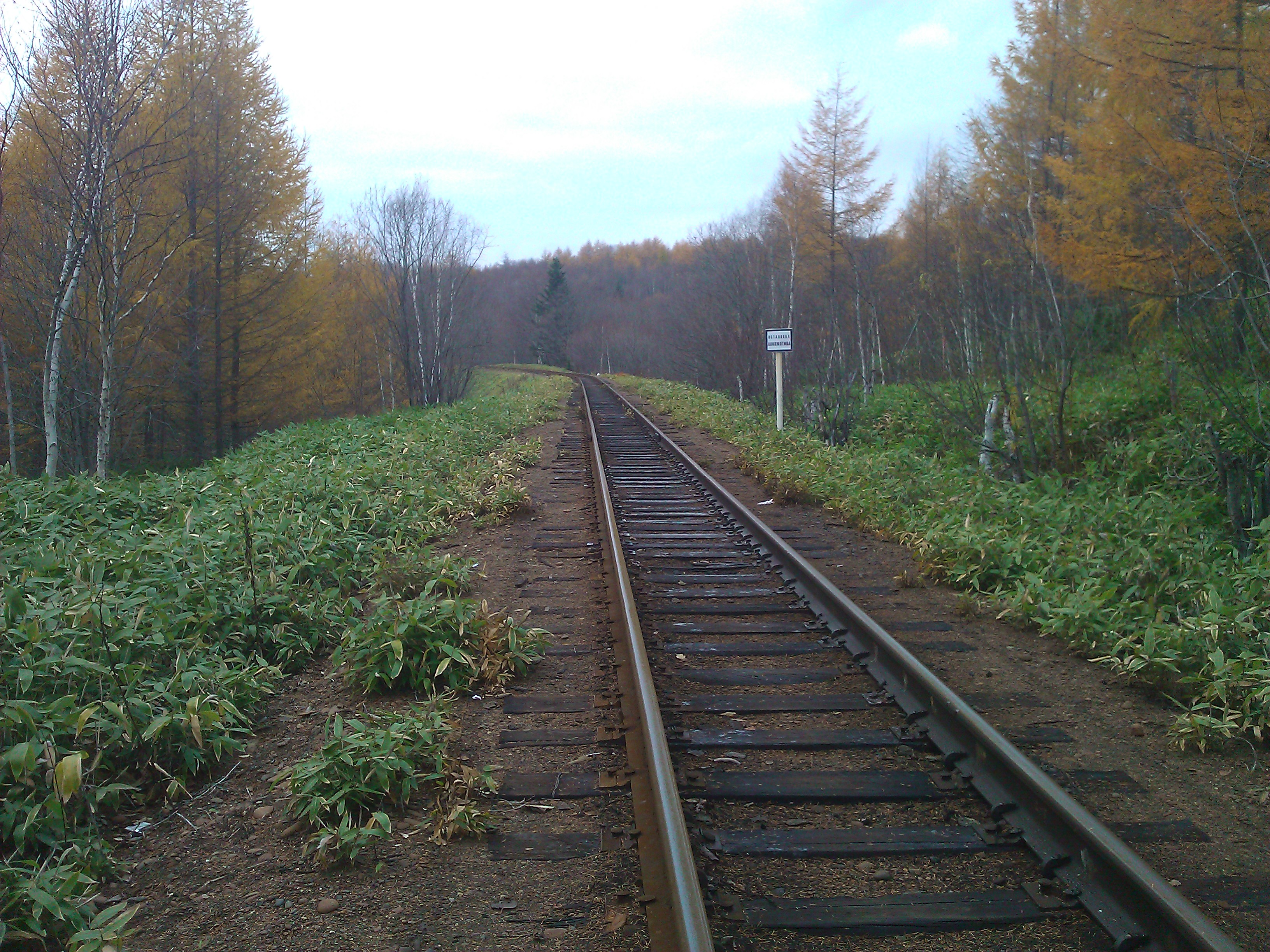
Segmento della sezione ferroviaria
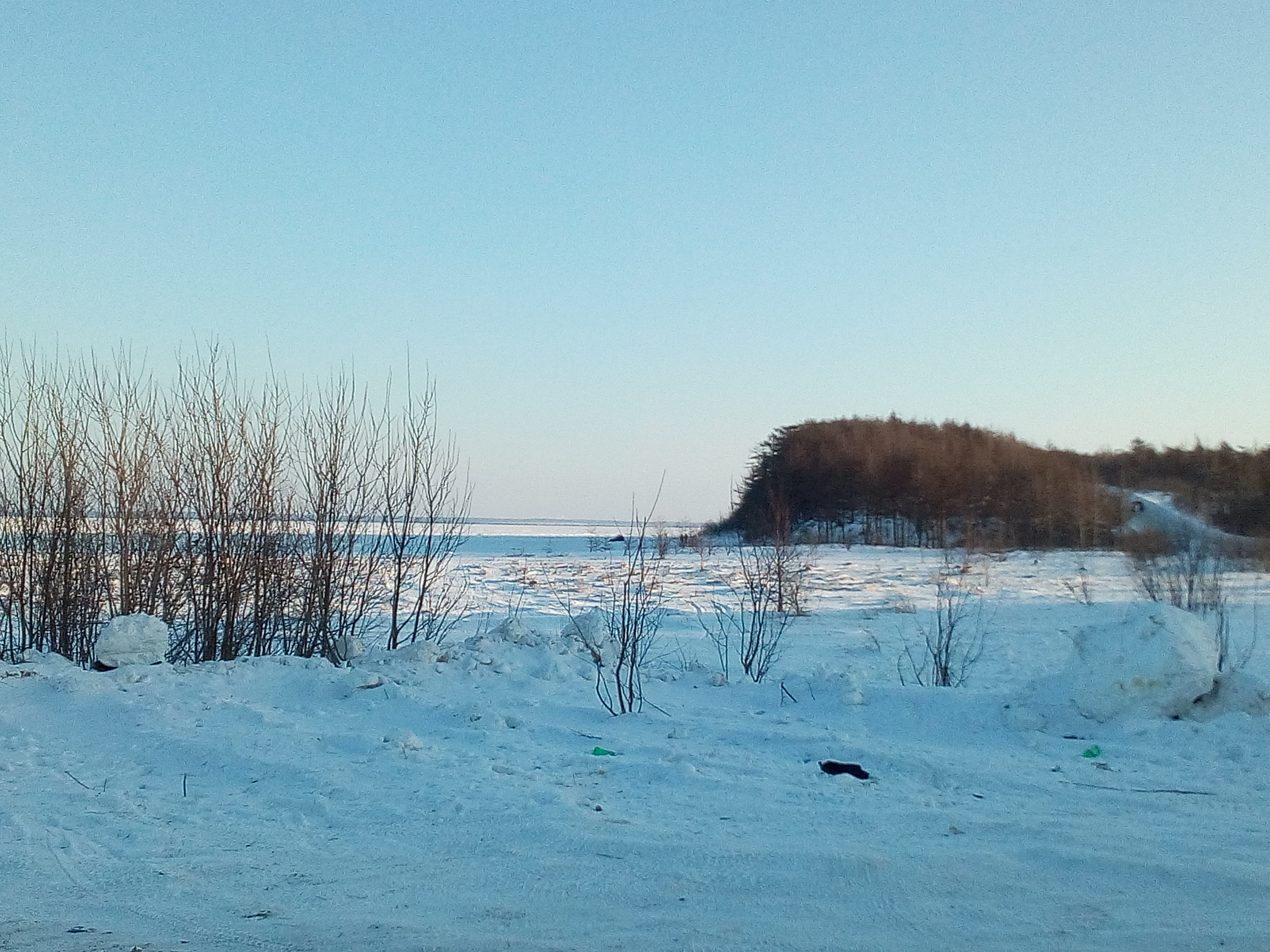
Baia di Pomor
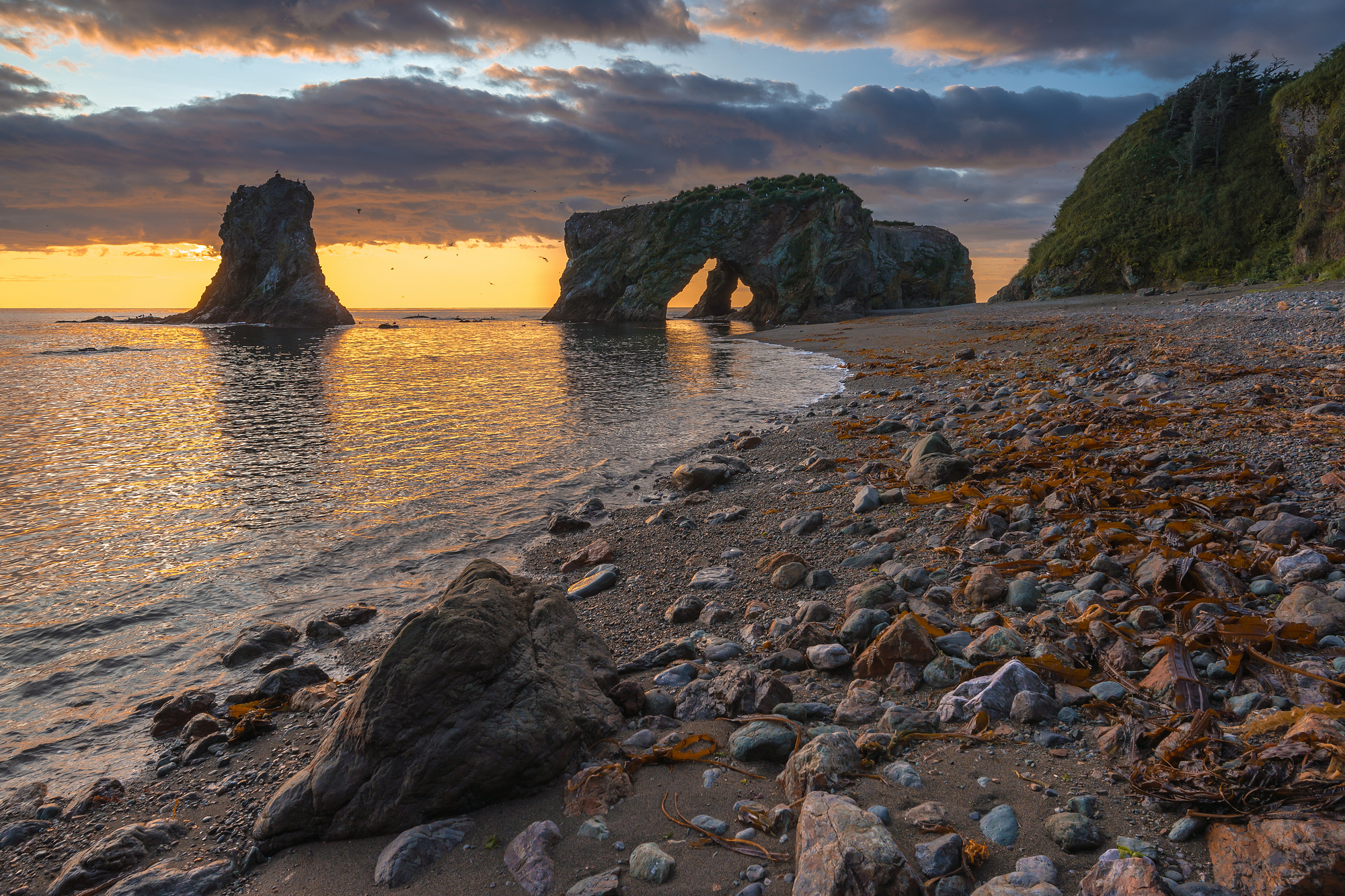
Scorcio della costa presso la penisola Tonino-Anivskij
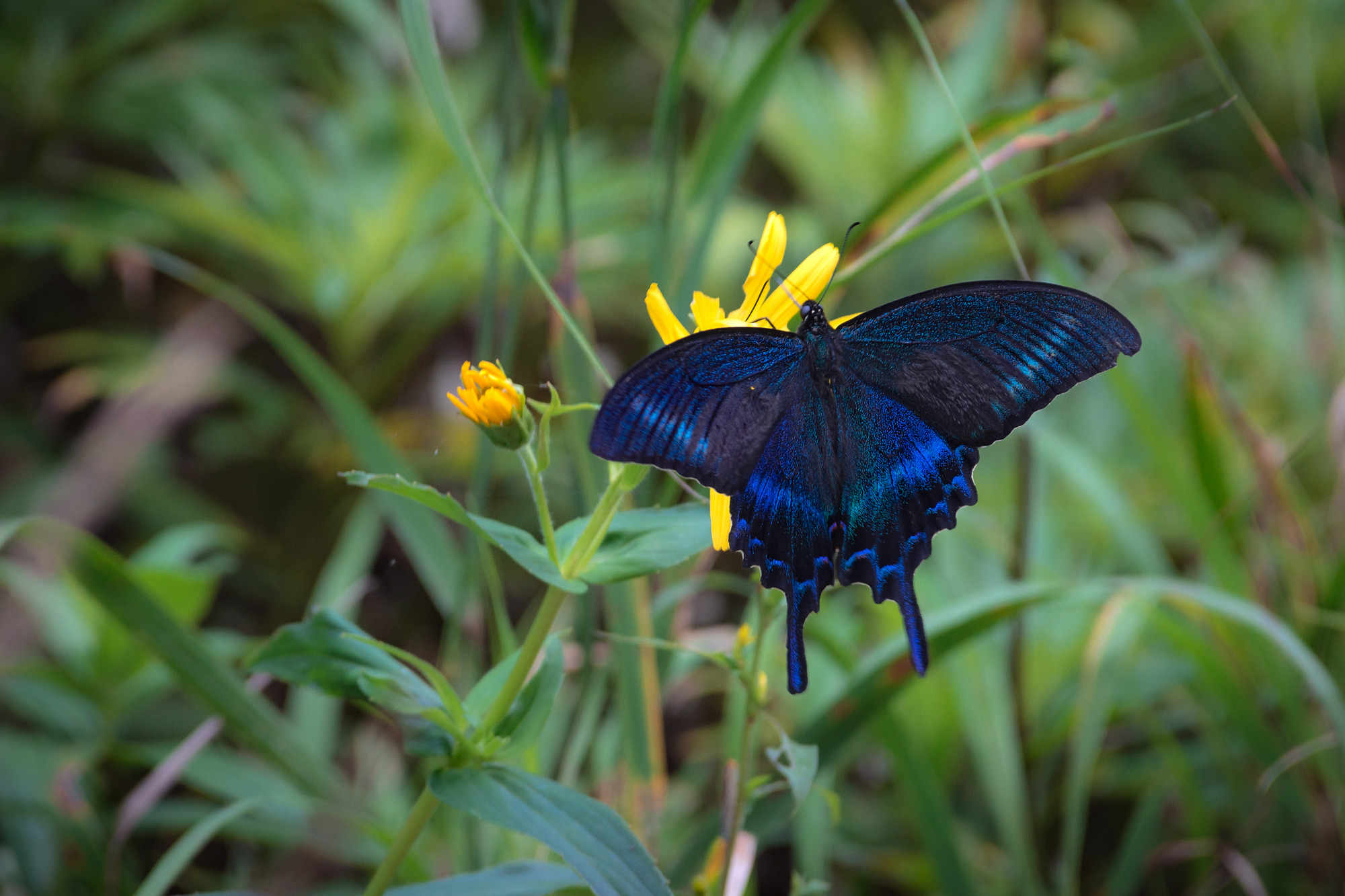
Papilio maackii
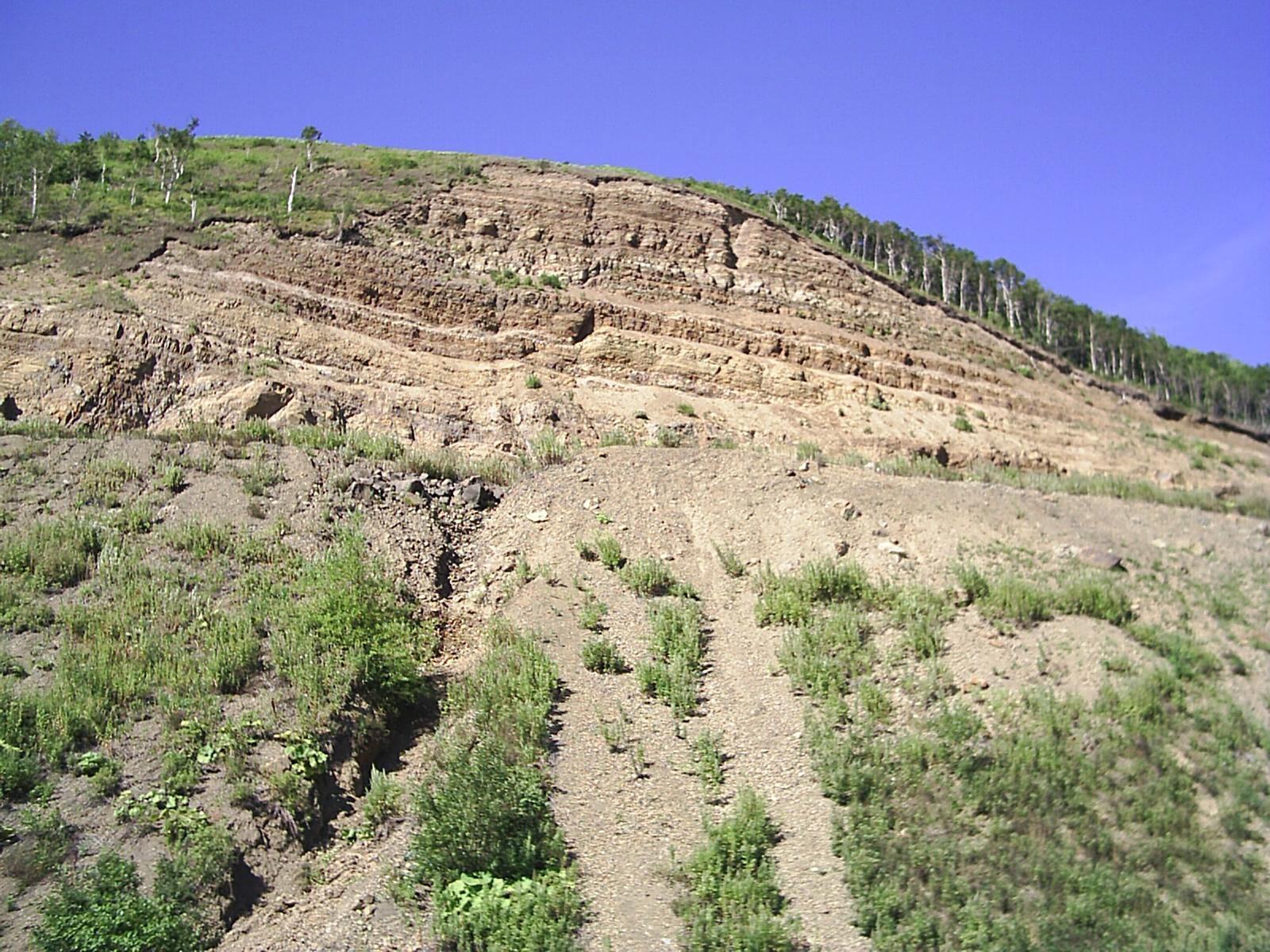
Calanchi nella zona interna
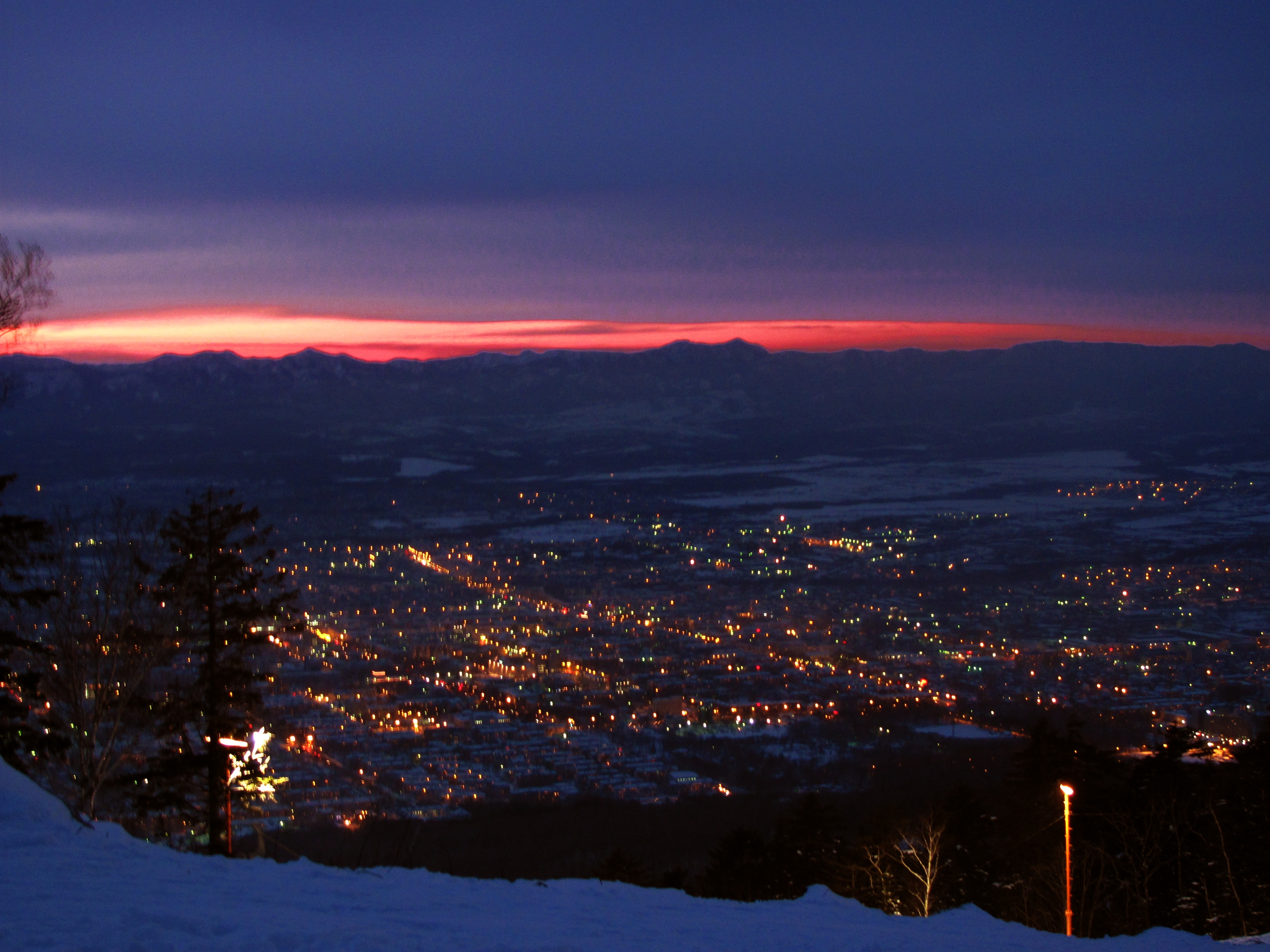
Južno-Sachalinsk, centro più popoloso dell'isola, visto di notte
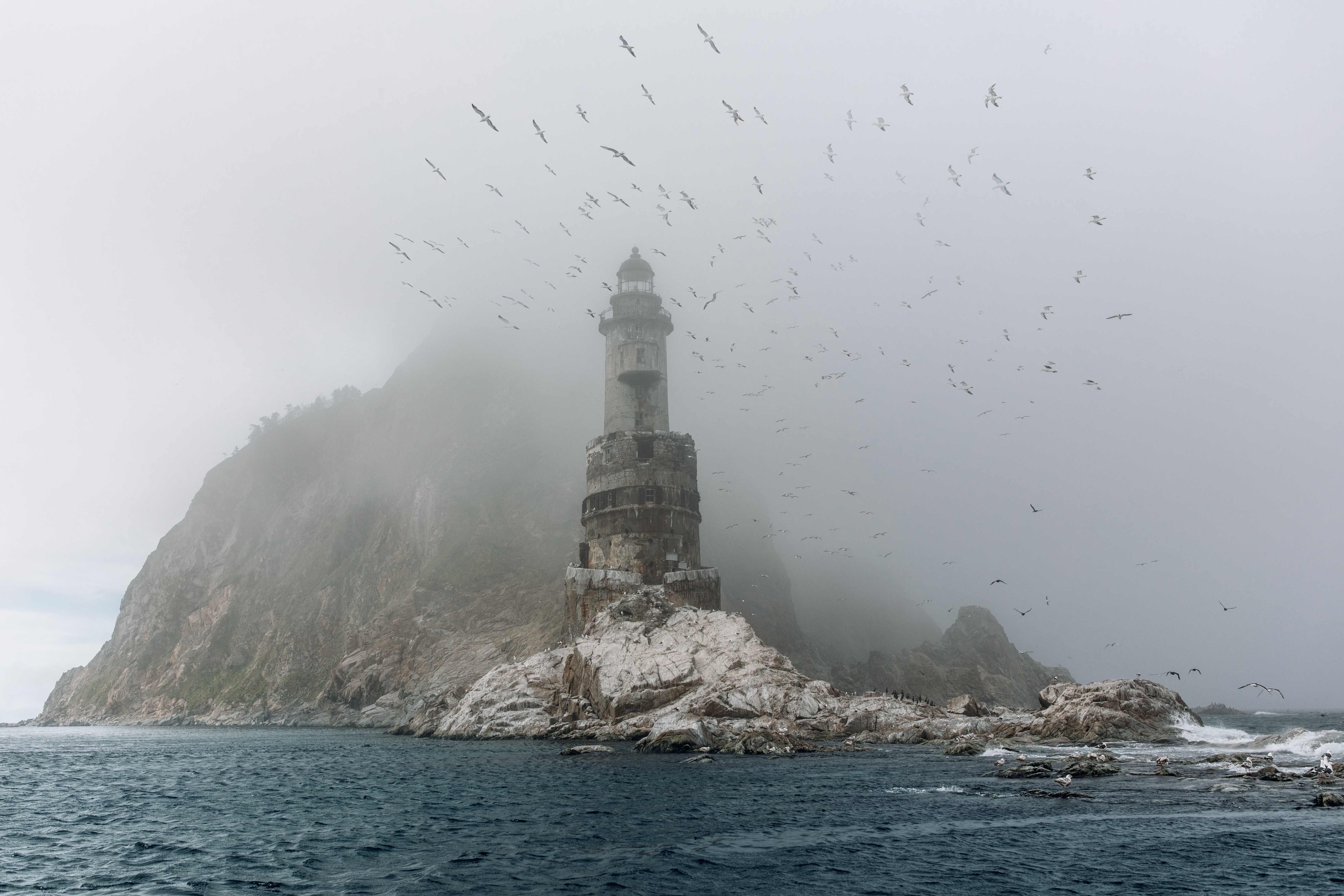
Il Faro di Aniva
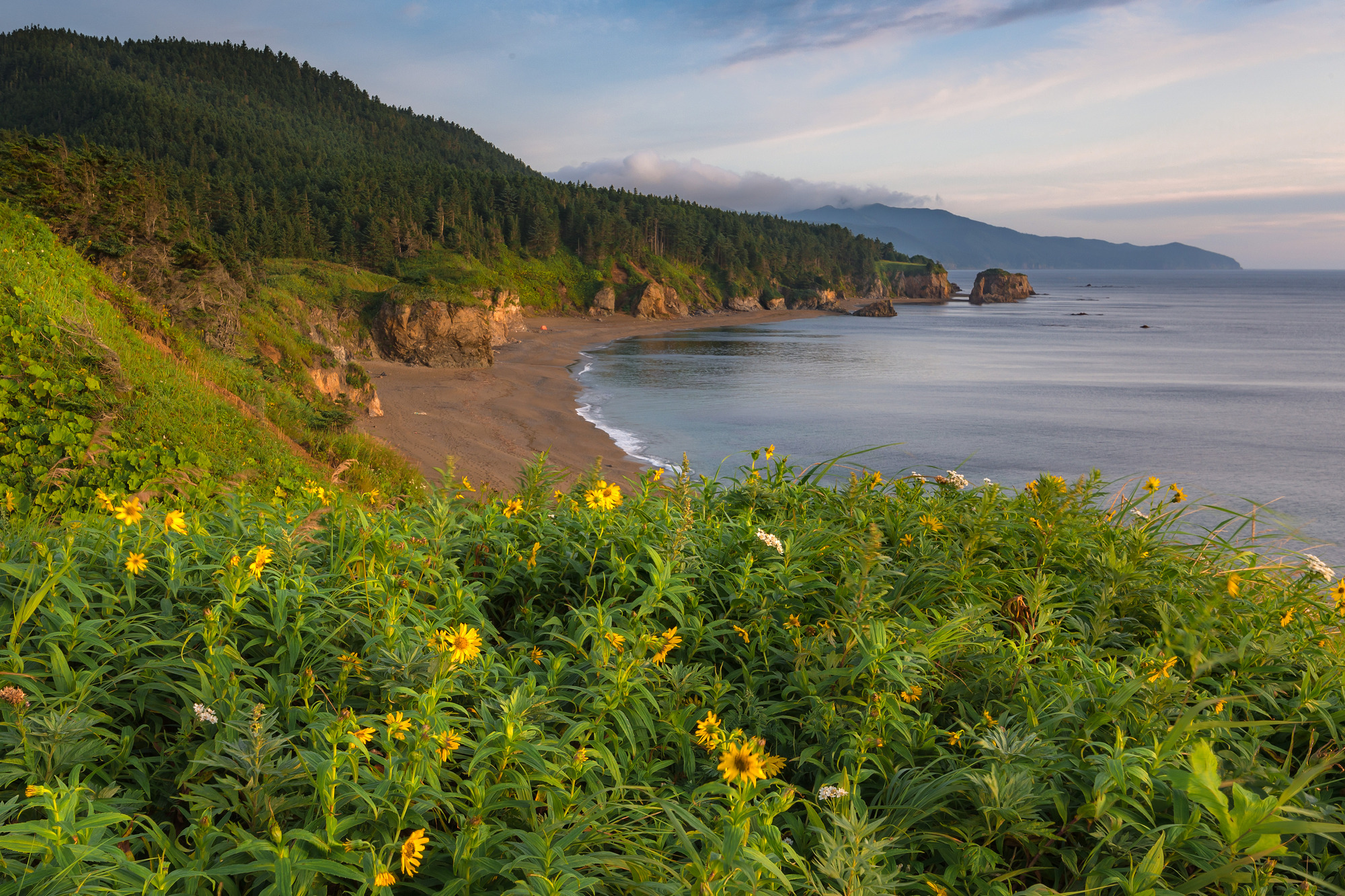
Capo Velikan